# Chamaegeron asterellus
Chamaegeron asterellus là một loài thực vật có hoa trong họ Cúc. Loài này được (Bornm.) Botsch. mô tả khoa học đầu tiên năm 1954.